# スティーブン・クレメンス
スティーブン・ニール・クレメンス（Stephen Neal Clemence、1978年3月31日 - ）は、イングランド・リヴァプール出身の元サッカー選手、サッカー指導者。現役時代のポジションはミッドフィールダー。
父親は元イングランド代表GKで現役引退後はトッテナム・ホットスパーFCの監督も務めたレイ・クレメンス。

## 経歴
父親のレイ・クレメンスがリヴァプールFCに所属していた1978年に生まれる。その後レイがロンドンのトッテナム・ホットスパーFCに移籍すると自身もトッテナムのユースに加入した。1997年にトッテナムのトップチームデビューを果たすと、プレミアリーグで91試合に出場した。
2003年1月にバーミンガム・シティFCに移籍。121試合に出場した。2007年にはレスター・シティFCに移籍し、キャプテンを任された。
レスター移籍後は、かかとの怪我で満足にプレーすることが出来ず、32歳になった2010年4月に現役引退。
引退後は指導者に転じ、2023年11月1日にジリンガムFCの監督に就任した。
2024年5月31日、バローAFCの監督に就任した。

## タイトル
トッテナム・ホットスパー
- フットボールリーグカップ 優勝: 1998-99

バーミンガム・シティ
- フットボールリーグ・チャンピオンシップ 準優勝: 2006-07